# Giuseppe Emanuele Ortolani
Giuseppe Emanuele Ortolani (Cefalù, 1758 – Palermo, 1828) was een edelman en advocaat in het koninkrijk Sicilië tweede helft van de 18e eeuw. 
Hij werkte nadien in Parijs als archivaris (1797-1806) voor het Directoire en voor Napoleon. Na zijn terugkeer op Sicilië startte zijn schrijverscarrière. Deze vond plaats onder het Bourbonregime in het koninkrijk der Beide Siciliën.

## Levensloop
Ortolani was baron van Pasquale. Hij had een praktijk van advocaat op Sicilië. Bij het uitbreken van de Franse Revolutie bleek dat hij een aanhanger was van de revolutionaire ideeën. In 1797 emigreerde hij naar Parijs. Ortolani werd een van de regeringscommissarissen belast met het archiveren van wetenschappelijk materiaal en kunstobjecten. Aan de Nationale Bibliotheek in Parijs bezorgde hij meerdere manuscripten.
Toen de Fransen het koninkrijk Napels veroverden (1806), verliet Ortolani Parijs. Hij keerde naar Sicilië terug (1806). Ortoloni legde zich toe op het schrijven van literaire werken; een nieuw literair genre op Sicilië was de biografie. Op Sicilië was koning Ferdinand van Bourbon, koning van Sicilië, met Britse hulp geïnstalleerd nadat deze zijn koninkrijk Napels ontvlucht was. 
Ook na de val van Napoleon, de oprichting van het koninkrijk der Beide Siciliën en de Restauratiepolitiek, bleef Ortolani literair actief. Zijn meest bekende werk verscheen in de jaren 1817-1821 in Napels bij uitgever Niccola Gervasi: vier delen biografieën van bekende Sicilianen. De titel was Biografia degli uomini illustri della Sicilia. Naast Ortolani waren er andere auteurs doch Ortolani was de belangrijkste schrijver van dit werk.

## Werken
- In het Italiaans schreef Ortolani de volgende werken:
  - Leggi antiche di Sicilia, onbekend jaar
  - Tasse antiche e moderne di Sicilia, onbekend jaar
  - Statistica generale di Sicilia, Palermo 1810
  - Compendio della costituzione d'Inghilterra e dell'origine delle sue leggi estratto dalla biblioteca dell'uomo pubblico e dal francese in volgar lingua ridotto con nuove aggiunte, e note dell'avvocato Giuseppe Emmanuele Ortolani, Palermo 1812
  - Su i mezzi immediati di estirpare la povertà in Sicilia, Palermo 1812
  - Elementi di filosofia morale dell'avvocato d.d. Giuseppe Emanuele Ortolani, Palermo, 1812
  - Biografia degli uomini illustri della Sicilia ornata de' loro rispettivi ritratti compilata dall'avvocato d.r. d.n. Giuseppe Emanuele Ortolani e da altri letterati, Napels, vier delen in de jaren 1817-1821.[2] Het eerste deel biografieën verscheen in 1817 en was toegewijd aan Lucia Migliaccio, tweede echtgenote van koning Ferdinand. Het tweede deel kwam in 1818, toegewijd aan Giuseppe Lanza Branciforte, prins van Trabia. In 1819 kwam het derde deel met biografieën toegewijd aan Vincenzo Castelli, prins van Torremuzza en ten slotte het vierde deel in 1821 toegewijd aan Domenico Lo Faso Pietrasanta, hertog van Serradifalco.
  - Nuovo dizionario geografico, statistico, e biografico della Sicilia antica e moderna colle nuove divisioni in intendenze, e sottintendenze dell'avvocato Giuseppe Emanuele Ortolani,[3] Palermo 1819
  - Pensieri filosofico-morali sul piacere del dottor G. Emanuele Ortolani siciliano, Milaan, 1827

- Het volgende werk vertaalde hij van het Frans naar het Italiaans:
  - Essai sur les progrès de l’esprit humain, oorspronkelijk werk van Nicolas de Condorcet, een Frans edelman en filosoof

- Het volgende werk vertaalde hij van het Italiaans naar het Frans:
  - Histoire générale des sciences et de la littérature, depuis les temps antérieurs à l’histoire grecque jusqu’à nos jours

- Ortolani schreef in het Frans de volgende werken:
  - Essai sur les plaisirs, Parijs, 1804, later herdrukt in Milaan in een Italiaanse vertaling.
  - Précis de la vie de M. Ortolani, Palermo, 1814